# Romeu Sescomes
Romeu Sescomes (- Lérida, 7 de octubre de 1380) 
Tuvo una carrera eclesiástica importante, llegando a ser a prior y paborde de la ciudad de Tarragona en 1345 y 1350 respectivamente. Fue comisionado del Papa Gregorio XI para la aprobación de la Orden de San Jorge de Alfama en 1373.
Romeu Sescomes fue una persona muy interesada por la política y por el ejercicio del poder. Diplomático y buen negociador, fue albacea de la reina Leonor de Sicilia y uno de los consejeros más influyentes de Pedro IV de Aragón, quien le encargó la negociación de treguas con los castellanos en 1367. También intervino en una alianza con Navarra contra Enrique II de Castilla y participó en los acuerdos que trajeron a la paz entre Castilla y Aragón después de la Guerra de los Dos Pedros en 1375. 

## Primer mandato
Nombrado como uno de los diputados en el mandato de Berenguer de Cruïlles, las Cortes de Monzón le nombraron diputado residente, o lo que es lo mismo, segundo Diputado Eclesiástico de la Diputación del General. Sus ocupaciones le hicieron abandonar Barcelona en múltiples ocasiones, motivo por el cual fue sustituido por Ramon Gener en 1364. 

## Segundo mandato
La confianza que se le tenía facilitó el regreso de Sescomes en la política, siendo nombrado Diputado Eclesiástico otra vez el 24 de junio de 1375 por las Cortes de Lérida, dando por acabado el periodo de regencia iniciado en 1367 y restituyendo con él la figura del Diputado Eclesiástico. El 10 de abril de 1376 fue sustituido circunstancialmente por Ramon Gener, quien ya había estado su sucesor en el primer mandato. No obstando, Juan I de Ampurias, diputado por el brazo militar y también nombrado por las Cortes de Lérida (1375), ejerció su preeminencia entre los diputados como miembro de la familia real y ocupó el máximo cargo de la Diputación.
Entre los dos mandatos, presidió las Cortes de Barcelona en 1372. 
| Predecesor: Berenguer de Cruïlles | Diputado Eclesiástico de la Diputación del General de Cataluña 1363–1364   | Sucesor: Ramon Gener        |
| Predecesor: Bernat Vallès         | Diputado Eclesiástico de la Diputación del General de Cataluña 1375 – 1376 | Sucesor: Juan I de Ampurias |